# Debeljak
Debeljak falu Horvátországban Zára megyében. Közigazgatásilag Sukošanhoz tartozik.

## Fekvése
Zárától légvonalban13 km-re, közúton 16 km-re délkeletre, községközpontjától 4 km-re keletre, Dalmácia északi részén található. A tengertől való távolsága mindössze 1 km, csak a Tustica-hegy választja el tőle. A településhez Debeljakon kívül még Podvršje Gornje, Podvršje Donje és Dubrava nevű kis telepek tartoznak. Az 1992-es horvát közigazgatási reform előtt Debeljak közvetlenül Zárához tartozott. Sukošanhoz a 6041-es megyei úton (köznyelven a "Kalmetina") csatlakozik. Zárával a Zadar2 – Gaženica gyorsforgalmi út és egy bekötőút (köznyelven a "Zdravkina") köti össze. Közelében található a zárai repülőtér és a Marina Dalmacija jachtkikötő. Debeljakon halad át a Knin-Zára vasútvonal is.

## Története
Debeljak első írásos említése 1504. november 11-én Szent Márton ünnepén történt "Račice" néven abból az alkalomból, hogy Prljanán védőszentjük ünnepét tartották. Ez alkalomból összegyűltek a környező falvak plébánosai, köztük a račicei Szűz Mária plébánia papja is. A 16. század közepén említik a településhez tartozó Podvršje (Podversie) telepet is. A török betörések idején a 15. század második felében a Zára környéki településekkel együtt Debeljak is elpusztult. Lakói részben Sukošanra, részben a közeli szigetekre és távolabbi vidékekre menekültek. A török veszély elmúltával 1679-ben egyes sukošani családok a jó minőségű szántók és legelők miatt települtek át az akkor már Debeljaknak nevezett telepre. A későbbiekben Debeljak is a közeli Sukošan sorsában osztozott. 1797-ig a Velencei Köztársaság része volt, majd miután a francia seregek felszámolták a Velencei Köztársaságot és a Campo Formió-i béke értelmében osztrák csapatok szállták meg. 1806-ban a pozsonyi béke alapján az Első Francia Császárság Illír Tartományának része lett. 1815-ben a bécsi kongresszus újra Ausztriának adta, amely a Dalmát Királyság részeként Zárából igazgatta 1918-ig. A településnek 1880-ban 7, 1910-ben 584 lakosa volt. Az első világháború után a rapallói szerződés értelmében Zára a környező városokkal és településekkel együtt Olaszország fennhatósága alá került. Az 1943. szeptemberi olasz kapituláció után horvát csapatok vonultak be a településre, amely ezzel visszatért Horvátországhoz. A honvédő háború elején 1991. szeptember 18-án Sukošan és Debeljak lakosai, horvát katonai és rendőri erők szinte fegyvertelenül akadályozták meg a JNA tankjainak behatolását területükre, egyúttal meghiúsították az ország szárazföldi területének kettévágására irányuló kísérletet. Ez a nap azóta Debeljak védőinek emléknapja. 1992 májusában a „Jaguár” hadművelet keretében a horvát katonai és rendőri erők felszabadították a Križ nevű magaslatot, mely során a szerbek először szenvedtek el nagyobb veszteségeket a zárai térségben. 1993 januárjában a „Maslenica” hadművelet során felszabadították a zárai repülőteret a község utolsó, még szerb kézen levő részét. A harcok során Debeljaknak hat háborús hőse volt, míg a debeljaki Mile Torbarina a zárai körzet harcainak első polgári áldozata volt. 2011-ben 919 lakosa volt, akik főként mezőgazdasággal, állattenyésztéssel és turizmussal foglalkoztak.

## Lakosság
| Lakosság változása | Lakosság változása | Lakosság változása | Lakosság változása | Lakosság változása | Lakosság változása | Lakosság változása | Lakosság változása | Lakosság változása | Lakosság változása | Lakosság változása | Lakosság változása | Lakosság változása | Lakosság változása | Lakosság változása | Lakosság változása |
| ------------------ | ------------------ | ------------------ | ------------------ | ------------------ | ------------------ | ------------------ | ------------------ | ------------------ | ------------------ | ------------------ | ------------------ | ------------------ | ------------------ | ------------------ | ------------------ |
| 1857               | 1869               | 1880               | 1890               | 1900               | 1910               | 1921               | 1931               | 1948               | 1953               | 1961               | 1971               | 1981               | 1991               | 2001               | 2011               |
| 0                  | 0                  | 7                  | 508                | 653                | 584                | 557                | 501                | 894                | 936                | 1.165              | 941                | 871                | 946                | 903                | 919                |

## Nevezetességei
- A Nagyboldogasszony tiszteletére szentelt templomát 1970. augusztus 15-én szentelte fel Marijan Oblak zárai érsek. A templom egyhajós épület sekrestyével. A szembemiséző oltár márványból készült, mögötte szentségtartóval, márvány keresztelőmedencével. A templomban a Gyógyító Boldogasszony és Páduai Szent Antal fából faragott szobrai láthatók még. A templom melletti harangtorony 1973-ban épült, benne két harang található.
- Čičikan történelem előtti vár maradványai.
- Račanska lokvai középkori templomrom, a középkori Račice templomának és temetőjének maradványai.[4]
- Debeljak népi építészete.

## Fordítás
Ez a szócikk részben vagy egészben  a   Debeljak című horvát Wikipédia-szócikk ezen változatának fordításán alapul.  Az eredeti cikk szerkesztőit annak laptörténete sorolja fel. Ez a jelzés csupán a megfogalmazás eredetét és a szerzői jogokat jelzi, nem szolgál a cikkben szereplő információk forrásmegjelöléseként.